# IC 4378
IC 4378 је лентикуларна галаксија у сазвјежђу Кентаур која се налази на листи објеката дубоког неба у Индекс каталогу.
Деклинација објекта је - 34° 15' 54" а ректасцензија 14h 12m 9,5s. Привидна величина (магнитуда) објекта IC 4378 износи 13,5 а фотографска магнитуда 14,5. IC 4378 је још познат и под ознакама ESO 384-64, MCG -6-31-27, VV 743, AM 1409-340, PGC 50711.